# Jean-François Davy
Pour les articles homonymes, voir Davy.
Jean-François Davy, né le 3 mai 1945 à Paris où il meurt le 2 mai 2025, est un réalisateur, scénariste et producteur de cinéma français, très impliqué dans le genre pornographique.

## Biographie
Son père est enseignant et sa mère s'occupe du catéchisme. Il fréquente les scouts.

### Découverte du cinéma
C’est dans sa jeunesse que Jean-François Davy se découvre une véritable passion pour le cinéma, passion qu’il assouvit en fréquentant les nombreux ciné-clubs existant à la fin des années 1950. À 15 ans, élève au lycée Henri-IV, il y crée une association de cinéastes amateurs, l'Équipe de cinéma indépendants, dont le trésorier est Patrick Balkany. Il tourne un premier film, Vernay et l’affaire Vanderghen, qu’il réalise avec la patrouille de scouts à laquelle il appartient. Son bac de philo en poche, il multiplie les courts métrages et se lance dans un projet de long métrage, Une mort joyeuse, qui ne verra jamais le jour.

### Débuts de carrière
En 1965, il rencontre Luc Moullet, qui, à l’instar d’autres critiques des Cahiers du cinéma, a décidé de réaliser son premier film, Brigitte et Brigitte. Engagé comme assistant, Jean-François Davy découvre comment réaliser un film avec de tout petits moyens, et se lie d’amitié avec le comédien Claude Melki, qui décide de l’aider à monter son nouveau projet, L'Attentat.
Le scénario du film est inspiré des rêves du cinéaste et de la vague d’attentats perpétrés par l’OAS au début des années 1960. Claude Melki parvient à réunir 30 000 francs et, en 1966, Davy réalise le film, très influencé par la nouvelle vague et le cinéma de Jean-Luc Godard.
Puis, il part effectuer son service civil à Ouagadougou, où il tourne des films d’éducation destinés aux paysans africains et projetés en ciné-brousse. Parallèlement, il travaille au scénario d’un nouveau long métrage, Traquenards, qu’il réalise en 1968, avec Anna Gael, Hans Meyer et Roland Lesaffre. Son coproducteur lui demande d'introduire des éléments d'érotisme dans l'intrigue. Tourné en 1971 mais sorti en 1974, le film conduit Jean-François Davy à une première faillite.

### Années 1970
Après la comédie sentimentale La Débauche, sortie en 1971, il met en scène Le Seuil du vide, film fantastique adapté d’un roman de l’écrivain André Ruellan. Salué comme l’une des rares réussites françaises du genre, le film est sélectionné dans divers festivals, et obtient le prix d’interprétation féminine du festival de Trieste.
Durant la présidence de Georges Pompidou, la pornographie reste interdite alors que la France connaît une révolution sexuelle, consécutive à mai 68.
Il est néanmoins possible de produire des « polissonneries déshabillées ».  Bananes mécaniques et Prenez la queue comme tout le monde sortent ainsi à l'été 1973, période pendant laquelle les salles affichent surtout des reprises et où les familles sont à la plage. Les deux films rassemblent ensemble un million de spectateurs. Avec ce succès, Jean-François Davy peut s'offrir une propriété dans le village de Champenard, dans l'Eure. Il tourne Q en 1974, puis la comédie dramatique Le Désir en 1975.
Paul Vecchiali, qui souhaitait tourner un polar parodique comprenant des scènes sexuelles non simulées, entre en contact avec Jean-François Davy, qui produit alors son film pornographique Change pas de main (1975).

### Exhibition
En 1975, il obtient son plus grand succès avec Exhibition, un film enquête consacré à l’actrice pornographique Claudine Beccarie.
Sélectionné au festival de Cannes 1975 dans la section Perspectives du cinéma français, le film est également présenté en sélection officielle au festival du film de New York 1975 et au festival de Los Angeles 1976.
Exhibition réalise plus de trois millions d’entrées en France avant que la loi sur le classement X des œuvres à caractère pornographique ne mette fin à sa carrière sur les écrans (en 1974, le président Valéry Giscard d'Estaing avait en effet mis fin à la censure des films pornographiques, avant qu'une loi l'année suivante réglemente les films sur le sujet).
Il reste le seul film français à avoir été classé Art et Essai, puis classé X, déclassé Art et Essai, et enfin reclassé Art et Essai. C’est également la première œuvre diffusée par Canal + dans sa case adulte du samedi soir. Dans la foulée d’Exhibition, Jean-François Davy réalise d’autres films enquêtes consacrés à l’industrie du sexe : Prostitution, Les Pornocrates, Exhibition 2 et, enfin, Exhibition 79. Exhibition 2, qui met en vedette Sylvia Bourdon, subit une interdiction totale par la censure et ne peut être distribué que dans une version écourtée.
Parallèlement à ses activités de cinéaste, Davy a également exercé une activité de producteur pour, entre autres, Claude Miller (La Meilleure Façon de marcher), Paul Vecchiali (Change pas de main), Jean-Daniel Pollet (L’Acrobate), Jean Marbœuf (Le P'tit Curieux), etc.
À la fin des années 1970, il produit également des films X « pour faire bouillir la marmite ».
Changement de ton radical en 1978 avec Chaussette surprise, comédie absurde et loufoque écrite avec Jean-Claude Carrière. Le film réunit une distribution impressionnante, dont Bernadette Lafont, Anna Karina, Christine Pascal, Michel Galabru, Rufus, Bernard Le Coq, Claude Piéplu, mais ne réunit que 250 000 spectateurs, ce qui conduit Davy à une nouvelle fois déposer le bilan. En 1981, il tourne une nouvelle comédie, Ça va faire mal !, avec Daniel Ceccaldi, Bernard Menez et Henri Guybet, une satire des milieux du porno.

### Distributeur vidéo
Au début des années 1980, la cassette vidéo bouleverse l'économie des films pornographiques. Avant cela, quatre distributeurs se partageaient le marché. Par la suite, n'importe qui a pu vendre des cassettes. Cela entraîne un nouveau mode de consommation, les gens pouvant désormais également posséder et collectionner les films. Profitant de ce nouveau débouché, durant ses années d’absence sur grand écran, Davy crée une société d’édition vidéo, Fil à Film, qui lui permet de développer sa passion pour le cinéma, à travers le lancement de collections de prestige telles que Les Films de ma vie, La collection Palme d’Or, et l’édition d’œuvres de cinéastes comme Charlie Chaplin, Louis Malle, François Truffaut, etc. Pour soutenir la demande, il fait construire une usine de cassettes à Champenard, qui connaît un certain succès.
En 1993, Fil à Film, avec une dette de 150 millions de francs est contrainte de céder son stock de 800 000 cassettes à des soldeurs, alors que l'usine est vendue pour un franc symbolique, Jean-François Davy gardant toutefois les droits des films concernant les procédés techniques. À la création du DVD, il crée la société Opening et peut à nouveau éditer des films classiques.
Il gagne alors par ailleurs sa vie à partir des années 1990 en fäaisant des placements immobiliers.

### 2005, retour au cinéma
Après La Femme en spirale (1984), Davy attend plus de vingt ans avant de revenir derrière une caméra.
Il fait son retour en 2005 avec Les Aiguilles rouges, dans lequel il raconte un épisode marquant de son passage chez les scouts avec Jules Sitruk, Damien Jouillerot et la participation de Rufus, Richard Berry, Bernadette Lafont et Patrick Bouchitey.
Il enchaîne trois ans plus tard avec Tricheuse, comédie romantique avec Hélène de Fougerolles et Zinedine Soualem, qui passe inaperçue.
Dans les années 2010, il revient au genre pornographique, avec des films diffusés sur Canal+.
En 2014 sort Transgression, distribué seulement sur Internet, où il montre sa vie sentimentale et sexuelle, pendant les trois ans qu'il a vécus avec la Hongroise Kitty Kat.
En 2017, il sort au cinéma le film Vive la crise.

### Décès
Il succombe à une crise cardiaque à Paris le 2 mai 2025, au matin, la veille de son 80e anniversaire. Il est inhumé auprès de ses parents au cimetière de Quiberville-sur-Mer, en Seine-Maritime.

## Filmographie

### Producteur
- 1974 : Allégorie, de Christian Paureilhe
- 1975 : Monsieur Balboss, de Jean Marbœuf
- 1975 : Change pas de main, de Paul Vecchiali
- 1976 : Les Fleurs du miel, de Claude Faraldo
- 1976 : La Meilleure Façon de marcher, de Claude Miller
- 1976 : L'Acrobate, de Jean-Daniel Pollet
- 1979 : Arrête de ramer, t'attaques la falaise !, de Michel Caputo
- 1986 : L'Exécutrice, de Michel Caputo
- 1989 : Tom et Lola, de Bertrand Arthuys
- 1989 : Comédie d'amour, de Jean-Pierre Rawson
- 2003 : Le P'tit Curieux, de Jean Marbœuf
- 2005 : Quand les anges s'en mêlent, de Christel Amsalem
- 2008 : Mémoires du cinéma français, d'Hubert Niogret

### Distributeur
- 1996 : Albino Alligator, de Kevin Spacey
- 1998 : La Fiancée de Chucky, de Ronny Yu
- 1998 : Affliction, de Paul Schrader
- 1998 : Another Day in Paradise, de Larry Clark
- 1999 : Titus, de Julie Taymor
- 1999 : Halloween, La Nuit des masques, de John Carpenter (ressortie)
- 2000 : Après la pluie, de Takashi Koizumi
- 2000 : Infidèle, de Liv Ullmann